# Frontière entre l'Arkansas et la Louisiane
 (décembre 2023).
Si vous disposez d'ouvrages ou d'articles de référence ou si vous connaissez des sites web de qualité traitant du thème abordé ici, merci de compléter l'article en donnant les références utiles à sa vérifiabilité et en les liant à la section « Notes et références ».

La frontière entre l'Arkansas et la Louisiane est une frontière intérieure dans le sud-ouest États-Unis délimitant les États américains de l'Arkansas au nord et de la Louisiane au sud.
Long de près de 270 km, son tracé rectiligne emprunte le 33e parallèle nord au niveau du méridien N 94° 30' longitude ouest (tripoint avec le Texas) jusqu'au fleuve Mississippi (tripoint avec l'État du Mississippi).  

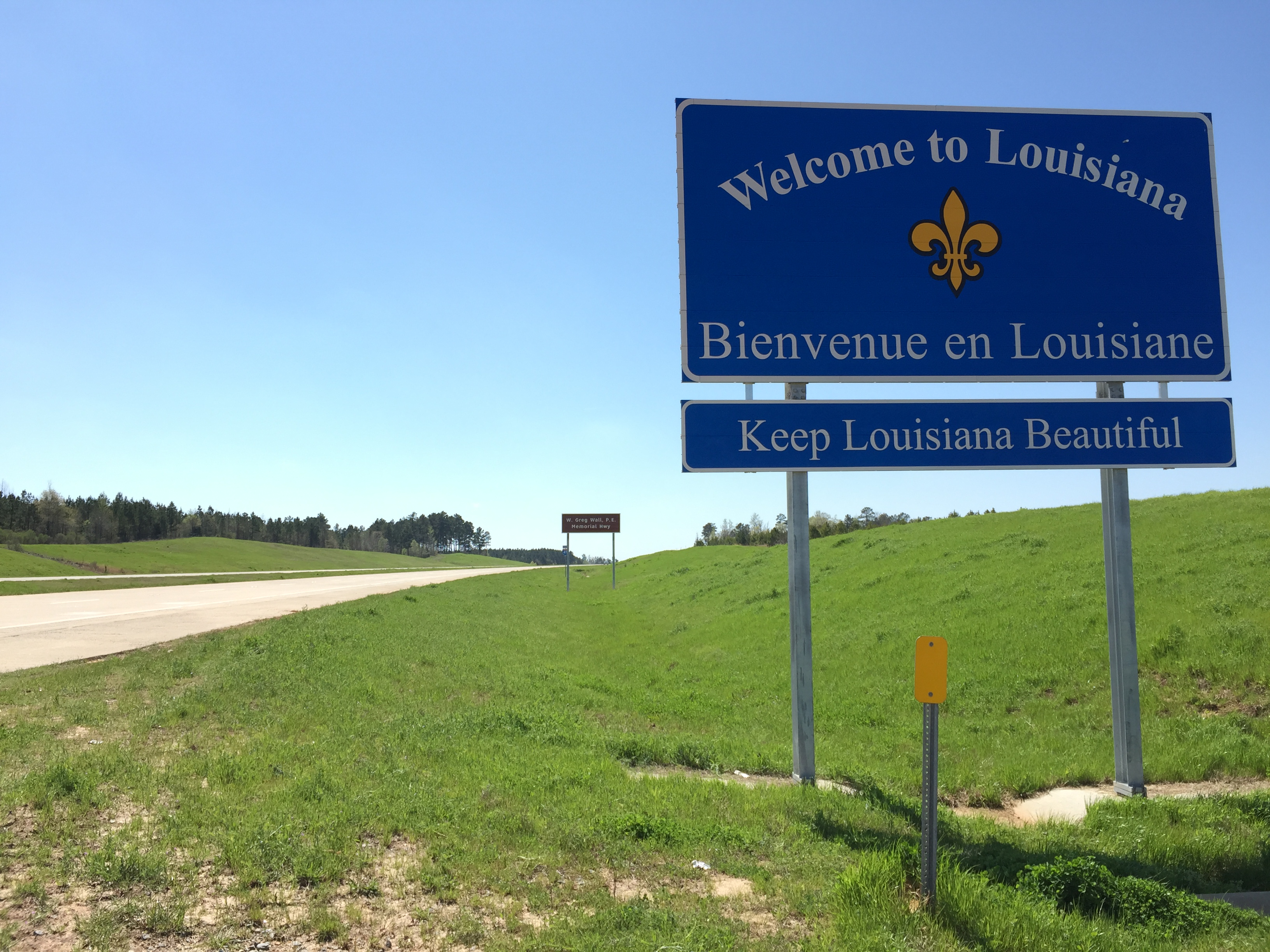
Entrée en Louisiane depuis l'Arkansas.